# Slittino ai XXIII Giochi olimpici invernali - Doppio
Nello slittino ai XXIII Giochi olimpici invernali la gara del doppio si disputerà nella giornata del 14 febbraio nella località di Daegwallyeong sulla pista dell'Alpensia Sliding Centre.
Campioni olimpici uscenti sono la coppia tedesca formata da Tobias Wendl e Tobias Arlt, che aveva conquistato l'oro nella precedente edizione di Soči 2014 sopravanzando nell'ordine il duo austriaco composto dai fratelli Andreas e Wolfgang Linger e quello lettone costituito dagli altri due fratelli Andris e Juris Šics; detentore del titolo iridato di Igls 2017 è il doppio tedesco formato da Toni Eggert e Sascha Benecken.

## Resoconto
In base a quanto previsto dal regolamento di qualificazione ai Giochi, possono partecipare al massimo due doppi per ogni nazione e, tenendo conto di questo sistema di selezione, i primi diciassette posti sono stati assegnati ai vari comitati olimpici nazionali scorrendo la classifica della Coppa del mondo 2017/18 al 31 dicembre 2017, quando cioè erano state disputate le prime cinque tappe del circuito; oltre a ciò la Federazione Internazionale Slittino ha la possibilità di assegnare altri otto posti da suddividere nelle tre discipline del singolo uomini, singolo donne e del doppio, primariamente al fine di rendere possibile la partecipazione del maggior numero di nazioni alla gara a squadre, ma garantendo comunque una quota in ogni specialità al comitato sudcoreano, quale paese ospitante i Giochi. Successivamente la FIL ha destinato tre degli otto posti di cui sopra a Corea del Sud, Ucraina e Romania, per un totale di 20 coppie in rappresentanza di 13 nazioni.
Una volta assegnate le quote ai comitati olimpici nazionali sono poi questi ultimi a scegliere gli atleti da schierare al via della competizione, a patto che questi soddisfino determinati requisiti di partecipazione a gare internazionali disputatesi nella stagione pre-olimpica e sino al 31 dicembre 2017.

## Record del tracciato
Prima della manifestazione i record del tracciato dell'Alpensia Sliding Centre erano i seguenti:
| Partenza | 4"194  | Tobias Wendl / Tobias Arlt Germania    | 18 febbraio 2017 |
| Pista    | 46"722 | Toni Eggert / Sascha Benecken Germania | 18 febbraio 2017 |

Durante la competizione sono stati battuti i seguenti record:
| Record   | Data        | Evento   | Atleta                     | Nazione  | Tempo  |
| -------- | ----------- | -------- | -------------------------- | -------- | ------ |
| Partenza | 14 febbraio | manche 1 | Tobias Wendl / Tobias Arlt | Germania | 4"174  |
| Pista    | 14 febbraio | manche 1 | Tobias Wendl / Tobias Arlt | Germania | 45"820 |

## Classifica di gara
| Pos. | Atleti                                | Nazione                      | 1ª manche   | 2ª manche | Totale   | Distacco |
| ---- | ------------------------------------- | ---------------------------- | ----------- | --------- | -------- | -------- |
|      | Tobias Wendl Tobias Arlt              | Germania                     | 45"820 (TR) | 45"877    | 1'31"697 |          |
|      | Peter Penz Georg Fischler             | Austria                      | 45"891      | 45"894    | 1'31"785 | +0"088   |
|      | Toni Eggert Sascha Benecken           | Germania                     | 45"931      | 46"056    | 1'31"987 | +0"290   |
| 4    | Thomas Steu Lorenz Koller             | Austria                      | 46"172      | 46"112    | 1'32"284 | +0"587   |
| 5    | Tristan Walker Justin Snith           | Canada                       | 46"134      | 46"235    | 1'32"369 | +0"672   |
| 6    | Andris Šics Juris Šics                | Lettonia                     | 46"336      | 46"106    | 1'32"442 | +0"745   |
| 7    | Ivan Nagler Fabian Malleier           | Italia                       | 46"320      | 46"243    | 1'32"563 | +0"866   |
| 8    | Justin Krewson Andrew Sherk           | Stati Uniti                  | 46"310      | 46"342    | 1'32"652 | +0"955   |
| 9    | Park Jin-yong Cho Jung-myung          | Corea del Sud                | 46"396      | 46"276    | 1'32"672 | +0"975   |
| 10   | Matthew Mortensen Jayson Terdiman     | Stati Uniti                  | 46"244      | 46"443    | 1'32"687 | +0"990   |
| 11   | Aleksandr Denis'ev Vladislav Antonov  | Atleti Olimpici dalla Russia | 46"437      | 46"344    | 1'32"781 | +1"084   |
| 12   | Wojciech Chmielewski Jakub Kowalewski | Polonia                      | 46"609      | 46"478    | 1'33"087 | +1"390   |
| 13   | Lukáš Brož Antonín Brož               | Rep. Ceca                    | 46"570      | 46"582    | 1'33"152 | +1"455   |
| 14   | Oskars Gudramovičs Pēteris Kalniņš    | Lettonia                     | 46"890      | 46"317    | 1'33"207 | +1"510   |
| 15   | Ludwig Rieder Patrick Rastner         | Italia                       | 46"709      | 46"567    | 1'33"276 | +1"579   |
| 16   | Andrej Bogdanov Andrej Medvedev       | Atleti Olimpici dalla Russia | 47"106      | 46"402    | 1'33"508 | +1"811   |
| 17   | Marek Solčanský Karol Stuchlák        | Slovacchia                   | 46"780      | 46"811    | 1'33"591 | +1"894   |
| 18   | Matěj Kvíčala Jaromír Kudera          | Rep. Ceca                    | 46"818      | 46"910    | 1'33"728 | +2"031   |
| 19   | Cosmin Atodiresei Ștefan Musei        | Romania                      | 47"101      | 47"171    | 1'34"272 | +2"575   |
| 20   | Oleksandr Obolončyk Roman Zacharkiv   | Ucraina                      | 48"316      | 47"401    | 1'35"717 | +4"020   |

Data: Mercoledì 14 febbraio 2018

Ora locale 1ª manche: 20:20

Ora locale 2ª manche: 22:45

Pista: Alpensia Sliding Centre 

Legenda:
- DNS = non partito (did not start)
- DNF = prova non completata (did not finish)
- DSQ = squalificato (disqualified)
- Pos. = posizione
- in grassetto: miglior tempo di manche